# Angstsensitivität
Angstsensitivität (AS) ist ein relativ junges Konstrukt innerhalb der Psychologie und bezeichnet die (unspezifische) Angst oder (konkrete) Furcht vor Symptomen, die Zustände der Aktivierung des sympathischen Nervensystems begleiten können, zum Beispiel schneller Herzschlag, schnelle und flache Atmung, kalte und verschwitzte Hände, Zittern, Schwindel, Übelkeit etc. (Kemper, 2010). Die Angstsensitivität fußt auf konzeptuellen und empirischen Arbeiten zum älteren Konstrukt der Angst vor der Angst (auch Phobophobie genannt), das als weitgehend deckungsgleich angesehen werden kann.
Die Aktivierung des sympathischen Nervensystems wird zwar meist durch bedrohliche Situationen ausgelöst, kann aber prinzipiell auch andere Auslöser haben, wie beispielsweise Konsum von Koffein oder körperliche Anstrengung. Kern des Konstrukts ist, dass Erregungssymptome als aversiv erlebt und gefürchtet werden. Zahlreiche Forscher, insbesondere aus Nordamerika, beteiligten sich in den letzten Jahren intensiv an den empirischen und konzeptuellen Betrachtungen der Angstsensitivität, unter ihnen Steven Taylor, Richard McNally, Brian Cox, Scott Lilienfeld und viele andere. Erstmals konzeptualisiert wurde die Angstsensitivität im Rahmen des Erwartungsmodells der Furcht, Angst und Panik von Steven Reiss (Reiss, 1991).

## Struktur
Nach der Vorstellung von Reiss (1991) handelt es sich bei der Angstsensitivität um ein eindimensionales Konstrukt. Diese Vorstellung musste aber nach mittlerweile mehr als 20 Jahren der Strukturforschung und zahlreichen Studien (für eine tabellarische Übersicht strukturanalytischer Befunde siehe Kemper, 2010) verworfen werden. Die überwiegende Mehrheit der Strukturanalysen mit unterschiedlichen Operationalisierungen des Konstrukts legen den Schluss nahe, dass Angstsensitivität ein hierarchisch organisiertes Konstrukt mit einem generellen Faktor erster Ordnung und mehreren spezifischen Faktoren zweiter Ordnung ist. Weniger Konsens besteht bisher hinsichtlich der Anzahl und Interpretation der Primärfaktoren. Drei Faktoren gelten zurzeit als robuste Facetten des Konstrukts: „Furcht vor somatischen Symptomen“, „Furcht vor sozialen Symptomen“ und „Furcht vor kognitiven Symptomen“. Einige Studien mit umfangreichen Itemsätzen (z. B. mit dem Anxiety Sensitivity Index-Revised) legen nahe, dass eine weitere Aufgliederung des somatischen Faktors in „Furcht vor kardiovaskulären Symptomen“ und „Furcht vor respiratorischen Symptomen“ möglich ist.
Neben dieser für Persönlichkeitsmerkmale üblichen, dimensionalen Konzeptualisierung eines Konstrukts wurde von Bernstein und Kollegen (2007) die Hypothese aufgestellt, dass Menschen sich nicht in ihrer Ausprägung der Angstsensitivität (dimensionaler Ansatz), sondern vielmehr in der Art der Angstsensitivität unterscheiden (kategorialer Ansatz; Taxonizitätshypothese der Angstsensitivität). Von diesen Autoren wurde eine kategoriale latente Struktur mit zwei qualitativ verschiedenen Typen der Angstsensitivität postuliert: ein adaptiver Typ, den alle Menschen aufweisen sollen, und ein maladaptiver Typ, der sich durch eine Abspaltung aus dem adaptiven Typ ergeben und eine Entwicklung psychischer Probleme begünstigen soll. Diese Hypothese konnte bisher nur durch Studien aus der Arbeitsgruppe um Amit Bernstein belegt werden. Eine umfassende Untersuchung von Kemper (2010), die sich der Frage der latenten Struktur des Konstrukts widmete, erbrachte solide Belege, die gegen eine kategoriale Struktur der Angstsensitivität sprechen. Interindividuelle Unterschiede in der Angstsensitivität sollten daher bis auf Weiteres als Unterschiede im Ausprägungsgrad und nicht in der Art der Angstsensitivität angesehen werden.

## Messung
In den letzten 20 Jahren sind zahlreiche Selbstberichtsverfahren entwickelt und publiziert worden, die mehr oder weniger zur Messung von Angstsensitivität geeignet sind. Manche Verfahren wurden eigens zu diesem Zweck konstruiert. Andere zielen auf verwandte Konstrukte oder Teilaspekte der Angstsensitivität ab. Die Verfahren lassen sich in zwei Kategorien einordnen:
Die erste Kategorie enthält Verfahren, die hauptsächlich dem klinischen Bereich zuzuordnen sind, zum Beispiel Agoraphobic Cognitions Questionnaire, Body Sensations Questionnaire, Mobility Inventory, Panic Attack Questionnaire, Panic and Agoraphobia Scale, Panic Appraisal Inventory, Panic Belief Questionnaire (für nähere Informationen zu diesen Verfahren siehe Peterson & Plehn, 1999). Sie dienen hauptsächlich der störungsspezifischen Diagnostik bei Personen mit Panikstörung oder Agoraphobie. Sie erfassen beispielsweise Paniksymptome, Vermeidungsverhalten, Kognitionen während intensiver Angst oder Überzeugungen zur Schädlichkeit von Erregung. Die erfassten Inhalte weisen eine moderate bis hohe Überlappung mit Angstsensitivität auf. Dies betrifft insbesondere den Bereich der Furcht vor somatischen Symptomen. Diese Maße können als Operationalisierungen stark verwandter Konstrukte der Angstsensitivität angesehen werden. Manche können sogar als alternative Operationalisierungen bezeichnet werden (vgl. Peterson & Plehn, 1999). Allerdings bestehen begründete Zweifel hinsichtlich der Breite, mit der diese Verfahren das Konstrukt  der Angstsensitivität abzubilden vermögen. Sie erfassen jeweils nur einen Teilaspekt der Angstsensitivität.
Die zweite Kategorie beinhaltet Selbstberichtsverfahren, die auf der Annahme gründen, dass die Furcht vor den eigenen Erregungssymptomen ein stabiles Persönlichkeitsmerkmal darstellt und alle Menschen in mehr oder weniger starkem Ausmaß sensitiv für Erregungssymptome sind (vgl. Reiss, 1991). Die Konstruktion dieser Verfahren richtete sich nicht nach Störungsmodellen der Klinischen Psychologie. Im Gegensatz zu den oben genannten störungsspezifischen Selbstberichtsverfahren erfassen diese Verfahren nicht nur Teilaspekte der Angstsensitivität, wie beispielsweise Furcht vor somatischen Symptomen, sondern eine generelle AS-Dimension (vgl. Peterson & Plehn, 1999). Zu dieser Kategorie von Verfahren gehören Anxiety Sensitivity Index (ASI), Anxiety Sensitivity Profile (ASP), Anxiety Sensitivity Index-Revised (ASI-R), Anxiety Sensitivity Index-3 (ASI-3), Beliefs About Negative Consequences Inventory (BANCI). Für alle Varianten des ASI stehen deutsche Übersetzungen zur Verfügung, deren psychometrische Güte überprüft und gesichert wurde, z. B. Angstsensitivitätsindex-3 (Kemper, Ziegler, & Taylor; 2009) oder Angstsensitivitätsindex-R (Kemper & Ziegler, 2007)(für eine Übersicht zu den Verfahren und ihrer psychometrischen Güte siehe Kemper, 2010). Zurzeit wird der ASI-3 sowohl national als auch international am häufigsten zur Erfassung der Angstsensitivität eingesetzt.

## Bedeutung
Die hohe Relevanz der Angstsensitivität innerhalb der Psychologie, insbesondere aber innerhalb der Klinischen Psychologie und Diagnostik, ergibt sich aus der Rolle dieses Merkmals bei der Entwicklung und Aufrechterhaltung psychischer Störungen. In verschiedenen Studien konnten Zusammenhänge zwischen Angstsensitivität und psychischen Störungen (z. B. diagnostiziert nach DSM-IV der American Psychological Association) aufgezeigt werden. Insbesondere Angst- und affektive Störungen gehen mit erhöhten Ausprägungen in Angstsensitivität einher: Panik und Agoraphobie, Sozialphobie, Zwangsstörung, spezifische Phobie, posttraumatische Belastungsstörung und Depression. Paniker und Agoraphobiker zeigen üblicherweise die höchsten Ausprägungen im Vergleich zu Personen mit anderen Angststörungen, was die besondere Relevanz der Angstsensitivität bzw. der Angst vor der Angst bei diesen Störungen unterstreicht. Die hohen Ausprägungen dieser beiden Gruppen sind im Wesentlichen auf eine der AS-Facetten zurückzuführen, nämlich auf die Furcht vor somatischen Symptomen der Angst. Weitere Befunde der AS-Forschung sprechen dafür, dass Angstsensitivität allerdings nicht nur ein Korrelat oder eine Folge von Angststörungen, sondern ein Risikofaktor für deren Entwicklung ist. Erste prospektive Studien sprechen dafür, dass das Risiko für die Entwicklung einer Angststörung bei Personen, die unangenehme, aber harmlose und temporäre Erregungssymptome fürchten, im Vergleich zu Personen mit geringer Angstsensitivität um das 2-3fache erhöht ist (Schmidt, Zvolensky & Maner, 2006). Zurzeit wird Angstsensitivität in der Fachliteratur als Risikofaktor für die Entwicklung von psychischen Störungen, insbesondere aus dem Angstspektrum, angesehen (für eine detaillierte Darstellung der in diesem Abschnitt geschilderten Befunde siehe Kemper, 2010).